# Річард Берр
Річард Моз Берр (англ. Richard Mauze Burr; нар. 30 листопада 1955, Шарлотсвілл, Вірджинія) — американський політик-республіканець. Сенатор США від штату Північна Кароліна (2005-2023), був членом Палати представників Конгресу США з 1995 до 2005.
1978 року отримав ступінь бакалавра в Університеті Вейк Форест. Перш ніж почати політичну діяльність, він був успішним бізнесменом. 1992 Берр невдало балотувався до Палати представників.
Він є далеким нащадком колишнього віцепрезидента Аарона Берра. Одружений, має двох дітей. Методист.